# Necedah (Wisconsin)
Necedah – miasto w Stanach Zjednoczonych, w stanie Wisconsin, w hrabstwie Juneau.